# Face à la mer
Face à la mer is een nummer van de Franse zanger Calogero en de Franse rapper Passi uit 2004. Het is de tweede single van Calogero's derde studioalbum 3.
In "Face à la mer" combineren Calogero en Passi rock en rap met elkaar. Het nummer werd een grote hit in Franstalig Europa. Het bereikte de 3e positie in Frankrijk, en werd door tv-zender TF1 verkozen tot La chanson d'année 2004. Ook in Vlaanderen bereikte het nummer de hitlijsten, daar haalde het de 11e positie in de Tipparade.